# Anne Benoît
Anne Benoît (1959) is een Frans actrice.

## Biografie
Benoît is als theateractrice, sinds 1984 onafgebroken actief in meerdere theaterproducties elk jaar. Daarnaast verscheen ze sinds 1981 in meer dan zestig film- en televisieproducties. Benoît werd opgeleid aan het Conservatoire de Versailles, onder leiding van Marcelle Tassencourt. Later ging ze naar de theaterschool Tania Balachova en schreef ze zich in voor workshops onder leiding van Antoine Vitez, Sophie Loucachevsky en Aurélien Recoing. Ze maakte haar filmdebuut in 1981 in de film Le bahut va craquer, geregisseerd door Michel Nerval.

## Filmografie (selectie)
- 1981: Le bahut va craquer van Michel Nerval
- 2002: L'Adversaire van Nicole Garcia
- 2004: La confiance règne van Étienne Chatiliez als Gisèle
- 2004: Tout le plaisir est pour moi van Isabelle Broué
- 2005: Je ne suis pas là pour être aimé van Stéphane Brizé als Hélène
- 2008: Paris van Cédric Klapisch als Suzini
- 2008: Séraphine van Martin Provost als Madame Delonge
- 2008: Stella van Sylvie Verheyde als Madame Douchewsky
- 2022: Pandore van Savina Dellicour en Vania Leturcq als Yvonne Delval (televisieserie)
- 2023: Je verrai toujours vos visages van Jeanne Herry als Yvette